# Герберт Беккер
Герберт Беккер (нім. Herbert Becker; 13 травня 1887, Торгау — 3 січня 1974, Майзах) — німецький офіцер, группенфюрер СС і генерал-лейтенант поліції.

## Біографія
9 березня 1906 року вступив в 46-й артилерійський полк. Учасник Першої світової війни; з липня 1915 року — командир батареї 16-го артилерійського полку, в 1918-19 роках — дивізійний ад'ютант, потім командир 3-ї батареї 4-го артилерійського полку. Після демобілізації з армії 1 листопада 1919 року вступив на службу в охоронну поліції, служив в Марінвердері, Гайне, Міндені, Айхе, Берліні, Шпандау і Ессені. 1 травня 1933 року вступив в НСДАП (квиток № 3 144 750), 9 листопада 1938 року — в СС (посвідчення № 310 477). З червня 1936 року — заступник командира охоронної поліції в Рекельнгаузені. З 15 вересня 1936 по 15 червня 1939 року — інспектор поліції порядку (ОРПО) в Мюнстері. Одночасно в березні 1938 року командував 3-ю маршовою поліцейською групою в Граці, а в квітні — 4-ю групою у Відні; брав активну участь в аншлюсі. З 1 січня 1939 року — командувач ОРПО у Відні, з 25 жовтня 1939 року — в Кракові. Один з організаторів масових арештів євреїв і польської інтелігенції. 30 жовтня 1940 року призначений командувачем ОРПО в Гамбурзі, але в 21 квітня 1942 року знову повернувся до Кракова. На цій посаді Беккеру була підпорядкована вся поліція порядку на території генерал-губернаторства. 31 липня 1943 року повернувся в Берлін і став генерал-інспектором охоронної поліції в Головному управлінні поліції порядку. Одночасно з 1 лютого 1944 року — уповноважений рейхсфюрера СС в Імперській інспекції цивільної ППО.

## Звання
- Фанен-юнкер (9 березня 1906)
- Лейтенант (1907)
- Оберлейтенант (18 жовтня 1914)
- Гауптман (18 жовтня 1915)
- Гауптман охоронної поліції (1 листопада 1919)
- Майор охоронної поліції (20 червня 1921)
- Оберстлейтенант охоронної поліції (1 жовтня 1935)
- Оберст охоронної поліції (1 червня 1936)
- Штандартенфюрер СС (9 листопада 1938)
- Генерал-майор охоронної поліції запасу (20 квітня 1939)
- Оберфюрер СС (7 серпня 1939)
- Генерал-майор охоронної поліції (9 листопада 1939)
- Бригадефюрер СС (20 квітня 1940)
- Генерал-лейтенант охоронної поліції запасу (17 лютого 1942)
- Группенфюрер СС і генерал-лейтенант поліції (20 квітня 1942)

## Нагороди
Отримав численні нагороди, серед яких:
- Залізний хрест 2-го і 1-го класу
- Нагрудний знак «За поранення» в сріблі
- Німецький імперський спортивний знак
- Почесний хрест ветерана війни з мечами
- Почесний знак Німецького Червоного Хреста, хрест заслуг
- Медаль «У пам'ять 13 березня 1938 року»
- Медаль «У пам'ять 1 жовтня 1938» із застібкою «Празький град»
- Почесна шпага рейхсфюрера СС
- Кільце «Мертва голова»
- Право на носіння зіг-рун на формі поліції порядку.
- Медаль «За вислугу років у поліції» 3-го, 2-го і 1-го класу (25 років)